# Mesodiplosis
Een mesodiplosis is een stijlfiguur waarbij dezelfde woorden in het midden van een versregel worden herhaald in andere.
voorbeelden
- wat hier door de jaren is verrezen
is veel weer door de jaren neergehaald.[1]